# Даннер, Блайт
Блайт Кэтрин Даннер Пэлтроу (англ. Blythe Katherine Danner Paltrow; род. 3 февраля 1943) — американская актриса. Лауреат премии «Тони» и двух прайм-тайм премий «Эмми».

## Биография
Блайт Даннер родилась в Филадельфии в семье банковского служащего. Своё образование она получила в средней школе в Ньютауне в Пенсильвании, а затем обучалась в художественном колледже Бард, который окончила в 1965 году. Вскоре после этого состоялся её театральный дебют, а в 1968 году она уже стала обладательницей своей первой театральной премии. В 1970 году состоялся её дебют на телевидении, и в том же году Даннер стала обладательницей престижной театральной премии «Тони» за роль в бродвейской пьесе «Эти свободные бабочки».
В 1969 году актриса вышла замуж за режиссёра и продюсера Брюса Пэлтроу. В этом браке, продлившемся до самой смерти Брюса от рака в 2002 году, родились дочь Гвинет, ставшая популярной актрисой, и сын Джейк Пэлтроу, занявшийся режиссурой.
В 1970 — 1980-е годы актриса была известна своими ролями на телевидении, где она появилась в сериалах «Коломбо», «МЭШ», «Ребро Адама» и многих других. Среди её киноработ наиболее заметными стали роли в фильмах «1776» (1972), «Любя Молли» (1974), «Мир будущего» (1976), «Повелитель приливов» (1991), «Вонгу Фу, с благодарностью за всё! Джули Ньюмар» (1995) и «Секретные материалы: Борьба за будущее» (1998).
В настоящее время Блайт Даннер известна, прежде всего, по роли Дины Бёрнс, супруги персонажа Роберта Де Ниро, в фильмах «Знакомство с родителями» (2000) и «Знакомство с Факерами» (2004). В декабре 2010 года вышел триквел «Знакомство с Факерами 2», где Блайт Даннер также сыграла свою героиню.
С 2001 по 2006 года актриса регулярно появлялась в популярном американском сериале «Уилл и Грейс», где исполняла роль Мэрилин, матери Уилла Трумана. С 2004 по 2006 год она играла роль Изабелль Хаффстодт в телесериале «Доктор Хафф», за которую удостоилась двух премий «Эмми».
Помимо актёрской карьеры Блайт Даннер на протяжении многих лет принимает участие в деятельности нескольких организации по защите окружающей среды. После смерти мужа от рака она вступила в Фонд по борьбе с раковыми заболеваниями.

## Роли в театре
- 1991 — «Пикник» Уильяма Инджа — Розмари Сидни — Williamstown Theatre Festival
- 1994 — «Чайка» Антона Чехова — Ирина Николаевна Аркадина — Williamstown Theatre Festival (режиссёр Майкл Грейф)[3]
- 1995 — «Сильвия» Альберта Рамсделла Герни-младшего — Кейт — New York City Center (режиссёр Джон Тиллинджер)
- 1995—1998 — «Лунный свет» Гарольда Пинтера — Бел — Laura Pels Theatre (режиссёр Карел Рейш)
- 1998 — «Глубокое синее море» Теренса Реттигена — Эстер Колльер — Criterion Center Stage Right (режиссёр Марк Ламос)
- 2000 — «Сегодня вечером, в 8:30» Ноэла Кауарда — Джейн Фетервейс — Williamstown Theatre Festival (режиссёры Майкл Грейф и Энн Райнкинг)
- 2001 — «Варьете» Стивена Сондхайма — Филлис Роджерс Стоун — Беласко (режиссёр Мэттью Уорчус)
- 2002 — «Карусель» Ричарда Чарльза Роджерса и Оскара Хаммерстайна II — миссис Маллин — Карнеги-холл (режиссёр Уолтер Бобби)
- 2003 — «Всё о Еве» Джозефа Лео Манкевича — Карен Ричардс — Ahmanson Theatre (режиссёр Том Манкевич)
- 2006 — «Внезапно, прошлым летом» Теннесси Уильямс — Вайолет Венейбл — Laura Pels Theatre (режиссёр Марк Брокоу)
- 2012—2013 — «Хорошенькое дельце, или Непыльная работёнка» Джорджа и Айры Гершвиных — Миллисент Уинтер — Империал (режиссёр Кэтлин Маршалл)
- 2014 — «Загородный дом» Дональда Маргулиса — Анна Паттерсон — Samuel J. Friedman Theatre (режиссёр Дэниэл Салливан)

## Фильмография
| Год       |    | Русское название                                | Оригинальное название                           | Роль                       |
| --------- | -- | ----------------------------------------------- | ----------------------------------------------- | -------------------------- |
| 1974      | ф  | Любя Молли                                      | Lovin' Molly                                    | Молли Тейлор               |
| 1972      | с  | Коломбо / Этюд в чёрных тонах                   | Columbo / Etude in Black                        | Джанис Бенедикт            |
| 1976      | с  | МЭШ                                             | M*A*S*H / The More I See You                    | Карли Брестон Уолтон       |
| 1976      | ф  | Мир будущего                                    | Futureworld                                     | Трэйси Баллорд             |
| 1978      | ф  | Ты одна дома?                                   | Are You in the House Alone?                     | Энн Осборн                 |
| 1986—2006 | с  | Американские мастера                            | American Masters                                | Энн Кристи / Элин Сааринен |
| 1988      | ф  | Другая женщина                                  | Another Woman                                   | Лидия                      |
| 1990      | ф  | Мистер и миссис Бридж                           | Mr. & Mrs. Bridge                               | Грейс Баррон               |
| 1990      | ф  | Элис                                            | Alice                                           | Дороти                     |
| 1991      | ф  | Никогда не забыть                               | Never Forget                                    | Джейн Мермельштейн         |
| 1991      | ф  | Повелитель приливов                             | The Prince Of Tides                             | Салли Уинго                |
| 1992      | с  | Байки из склепа                                 | Tales from the Crypt / Maniac at Large          | Маргарет                   |
| 1992      | ф  | Мужья и жёны                                    | Husbands and Wives                              | мать Райана                |
| 1994      | тф | Уходящая жизнь                                  | Leave of Absence                                | Элиза                      |
| 1995      | ф  | Вонгу Фу, с благодарностью за всё! Джули Ньюмар | To Wong Foo Thanks for Everything, Julie Newmar | Беатрис                    |
| 1997      | ф  | Безумный город                                  | Mad City                                        | миссис Бэнкс               |
| 1998      | ф  | Секретные материалы: Борьба за будущее          | The X-Files                                     | Джана Кэссиди              |
| 1998      | ф  | Предложение                                     | The Proposition                                 | Сирил                      |
| 1998      | ф  | Не оглядываясь назад                            | No looking back                                 | Мать Клодии                |
| 1999      | ф  | Силы природы                                    | Forces of Nature                                | Вирджиния                  |
| 2000      | ф  | Знакомство с родителями                         | Meet the Parents                                | Дина Бёрнс                 |
| 2003      | ф  | Сильвия                                         | Sylvia                                          | Аурелия Плат               |
| 2004      | ф  | Знакомство с Факерами                           | Meet the Fockers                                | Дина Бёрнс                 |
| 2001—2020 | с  | Уилл и Грейс                                    | Will & Grace                                    | Мерелин Трумен             |
| 2008      | с  | Красавчик/милашка                               | Pretty/Handsome                                 | Банни Фитцпэйн             |
| 2008      | ф  | Джинсы-талисман 2                               | The Sisterhood of the Traveling Pants 2         | Грета                      |
| 2010      | ф  | Маленькие Факеры                                | Little Fockers                                  | Дина Бёрнс                 |
| 2010      | ф  | В ожидании вечности                             | Waiting for Forever                             | Миранда Твист              |
| 2011      | ф  | Пол                                             | Paul                                            | Тара Уолтон                |
| 2011      | ф  | Сколько у тебя?                                 | What's your number?                             | Ава Дарлинг                |
| 2011      | ф  | Учитель на замену                               | Detachment                                      | мисс Перкинс               |
| 2012      | ф  | Счастливчик                                     | The Lucky One                                   | Элли                       |
| 2012      | ф  | Привет, мне пора                                | Hello I Must Be Going                           | Рут                        |
| 2015      | ф  | Я увижу тебя в своих снах                       | I'll See You in My Dreams                       | Кэрол Петерсен             |
| 2015      | с  | Пощёчина                                        | Slap                                            | Вирджиния                  |
| 2015      | ф  | Обветшалый                                      | Tumbledown                                      | Линда                      |
| 2016      | с  | Мейдофф                                         | Madoff                                          | Рут Мейдофф                |
| 2016      | с  | Неправильная мама                               | Odd Mom Out                                     | мама Джилл                 |
| 2017      | с  | Цыганка                                         | Gypsy                                           | Нэнси                      |
| 2018      | с  | Патрик Мелроуз                                  | Patrick Melrose                                 | Нэнси                      |
| 2018      | ф  | Что у них было                                  | What They Had                                   | Рут Эверхард               |
| 2018      | тф | На полпути                                      | Halfway There                                   | Жанна Росс                 |
| 2018      | ф  | Громко бьются сердца                            | Hearts Beat Loud                                | Марианна Фишер             |
| 2018      | ф  | Сопровождающая                                  | The Chaperone                                   | Мэри О’Делл                |
| 2019      | ф  | Человек будущего                                | The Tomorrow Man                                | Ронни                      |
| 2019      | ф  | Рождённый после смерти                          | Strange But True                                | Гейл Эрвин                 |
| 2021      | с  | Американские боги                               | American Gods                                   | Деметра                    |
| 2021—2023 | мс | Ридли Джонс                                     | Ridley Jones                                    | бабушка Джонс              |
| 2023      | ф  | Счастье для начинающих                          | Happiness for Beginners                         | Гиги                       |
|           | ф  |                                                 | Small Potatoes                                  | Мими                       |